# 胡安·德·格里哈尔瓦
胡安·德·格里哈尔瓦（Juan de Grijalva），（1480年—1527年），文艺复兴时期欧洲航海家和探险家。
他曾参加了1511年西班牙征服古巴的探险活动，他沿着墨西哥东海岸航行，与阿兹特克人建立了联系。